# كيني بريت
كيني بريت (بالإنجليزية: Kenny Britt) هو لاعب كرة قدم أمريكية أمريكي، ولد في 19 سبتمبر 1988 في بايون (نيوجيرسي) في الولايات المتحدة.

## وصلات خارجية
- كيني بريت على موقع مرجع كرة القدم المحترفة.كوم (الإنجليزية)